# Wangdue-Phodrang-Dzong
Der Wangdue-Phodrang-Dzong ist der Dzong des Distrikts Wangdue Phodrang im Zentrum Bhutans. Der Dzong ist nach dem Semtokha-Dzong und Punakha-Dzong die drittälteste Klosterburg, deren Gründung auf Shabdrung Ngawang Namgyel zurückgeht. Der Wangdue-Phodrang-Dzong gehört zusammen mit dem Punakha-, Paro-, Trongsa- und Dagana-Dzong zu einer Gruppe von fünf Dzongs, die 2012 in die Tentativliste zum Welterbe in Bhutan aufgenommen wurden. Diese Liste enthält die Objekte, die die Regierung Bhutans dem Welterbekomitee zur Aufnahme ins UNESCO-Welterbe vorzuschlagen beabsichtigt.

## Lage
Der Dzong liegt auf einem schmalen Bergrücken in beherrschender Lage über dem Zusammenfluss von Puna Tsang Chhu und Dang Chhu. Unterhalb des Dzongs führt eine Brücke die von Thimphu über Punakha kommende Straße über den Puna Tsang Chhu. Die Straße verläuft zu Füßen des Bergrückens flussaufwärts entlang des Puna Tsang Chhu nach Wangdue Phodrang, dem Hauptort des gleichnamigen Distrikts und von dort aus weiter zu den entfernt liegenden, östlichen Distrikten Bhutans.

## Geschichte
Shabdrung Ngawang Namgyel gegründet den Wangdue-Phodrang-Dzong im Jahr 1638. Bereits ein Jahr später waren die Bauarbeiten abgeschlossen. Die lokale Drukpa-Mönchsgemeinschaft, der in späteren Jahren bis zu 250 Mönchen angehörten, führt ihren Ursprung auf die Gründung Ngawang Namgyels zurück. Einige Jahrzehnte später, etwa um 1683, wurde der ursprüngliche Dzong von Tenzin Rabgye, dem späteren vierten Druk Desi (weltlicher Herrscher Bhutans), erweitert. Dem vierstöckigen Hauptturm (Utse), den der Shabdrung errichten ließ, fügte er einen zweiten zweistöckigen Utse hinzu. Nochmals später wurde der Dzong nach Norden in Richtung der heutigen Stadt Wangdue Phodrang erweitert, und von lokalen Machthabern (Dzongpons) aus- und umgebaut. Im Laufe seiner Geschichte wurde der Dzong mehrmals durch Erdbeben, 1897 und 2011, sowie durch Feuersbrünste, 1837 und zuletzt 2012, zerstört.
Am Sonntag, den 24. Juni 2012, brach aus ungeklärter Ursache – vermutet werden ein elektrischer Kurzschluss oder durch Wind angefachte, offene Flammen der Kerzenleuchter in einem der Tempel – ein heftiger Brand aus. Zwar gelang es den herbeigeeilten Hilfskräften die meisten der unersetzbaren, buddhistischen Kunstwerke zu bergen, der Dzong brannte jedoch vollständig aus. Trotz der Nähe der beiden Flüsse zu Füßen des Bergrückens erschwerte die Höhenlage der Gebäude die Löscharbeiten erheblich, so dass selbst am Montagabend einige Brandnester noch nicht vollständig gelöscht waren.
Umgehend kündigte Bhutans Ministerpräsident Jigmi Thinley an, dass der Dzong wiederaufgebaut werde. In die Planung des Wiederaufbaus wurde auch das Schweizer Ingenieur Büro WaltGalmarini AG einbezogen, das beim Bau der 15 km nördlich gelegenen, neuen Punakha-Brücke traditionelle bhutanische Baukunst mit modernen Methoden verband. Für die Rekonstruktion des Dzongs sollten Konzepte entwickelt werden, wie die traditionelle Bautechnik modernisiert werden könnte, um die Widerstandsfähigkeit traditionell gebauter Gebäude gegen Erdbeben deutlich zu erhöhen. So werden zum Beispiel zur Schwingungsisolation des Hauptturms (Utse) Dämmmatten und Gleitlager verbaut.
Zunächst wurde die Brandruine bis auf das Hofniveau abgetragen, der eigentliche Wiederaufbau begann im September 2014. Bis zum Frühjahr 2016 war die am Südende des Dzongs gelegene, dreistöckige Versammlungshalle der Mönche (Kunre) fertiggestellt. Mit einer mehrtägigen, feierlichen Zeremonie in Erinnerung an die Ankunft Shabdrung Ngawang Namgyels in Bhutan vor 400 Jahren wurde im April 2016 der Neubau eingeweiht. Zeitweise sind bis zu 400 Arbeiter auf der Baustelle des Dzongs beschäftigt. Der Wiederaufbau wird voraussichtlich 2021[veraltet] abgeschlossen. Der Dzong soll dann 15 Schreine sowie Unterkünfte für etwa 100 Mönche und Büroflächen für mehr als 30 Abteilungen der Bezirksverwaltung von Wangdue Phodrang aufnehmen.

## Architektur und Ausstattung
Der 2012 zerstörte Dzong war ein sich entlang des Bergrückens erstreckender Gebäudekomplex mit drei, von Norden nach Süden aufeinanderfolgenden Innenhöfen. Die schindelgedeckten Gebäude waren der traditionellen Bauweise folgend aus weiß-gekalkten lehmgebundenem Bruchsteinmauerwerk aufgeführt mit vorgelagerten Holzbalken-Galerien. Durch das nördliche Haupttor gelangte man in den ersten, langgestreckten, von Verwaltungsgebäuden umgebenen Innenhof. Der zweite Teil des Dzongs war vom ersten durch eine kleine Klamm getrennt, über die eine kurze Brücke zu einer zweiten Toranlage führte. Es folgte der zweite, schmale Innenhof, der in eine Treppenflucht mündete, die zum zentralen Turm hinaufstieg. Durch einen dritten Durchgang gelangte man in einen dritten Innenhof, auf dessen Südseite sich die Versammlungshalle der Mönche befand. Diese war mit Statuen des vergangenen, des gegenwärtigen und des zukünftigen Buddha geschmückt.

## Gründungslegenden
Der Legende nach hielt sich Shabdrung Ngawang Namgyel beim Chime-Lhakhang in Punakha auf, als er einen altersschwachen Mann traf. Der Mann berichtete von einem Bergrücken im Gebiet des heutigen Distrikts Wangdue Phodrang, der die Form eines „schlafenden Elefanten“ habe, und prophezeite dem Shabdrung, dass er das Land durch den Bau einer Klosterburg auf dem Grat dieses Bergrückens vereinen werde. Im Glauben, dass der alte Mann Yeshe Gompo (= Mahakala, eine Schutzgottheit Bhutans) sei, folgte der Shabdrung dem Vorschlag und sandte einen Adeligen aus, die Gegend zu erkunden. Als der Gesandte sich der beschrieben Gegend näherte, sah er vier Raben über dem Bergrücken kreisen. Als er dort ankam, flogen die Vögel in die vier Himmelsrichtungen, Norden, Süden, Osten und Westen, davon. Bei seiner Rückkehr zum Chime-Lhakhang berichtete er davon. Shabdrung Ngawang Namgyel deutete diese Begebenheit, als gutes Omen und machte sich sofort daran, einen Dzong zu erbauen.
Eine Variante dieser Überlieferung schließt mit einer Namensdeutung: Im Jahr 1638 kam der Shabdrung zur beschriebenen Stelle und erbaute dort eine Festung, die er Wangdue Phodrang nannte, was so viel heißt wie „Palast, in dem die vier Himmelsrichtungen durch die Macht (des Shabdrung) zusammenkommen“.
Eine weitere, volkstümliche Erzählung bietet eine andere Namensdeutung: Als der Shabdrung an den Fluss kam, traf der dort zufällig einen kleinen Jungen, der eine Festung aus Sand baute. Der Shabdrung erkundigte sich nach dem Namen des Jungen, der Wangdue hieß, und so entschied der Shabdrung den Dzong Wangdue Phodrang zu nennen, was übersetzt „Palast des Wangdue“ bedeutet.

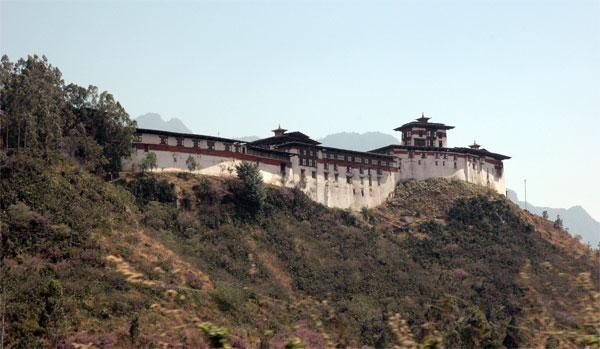
Westfassade
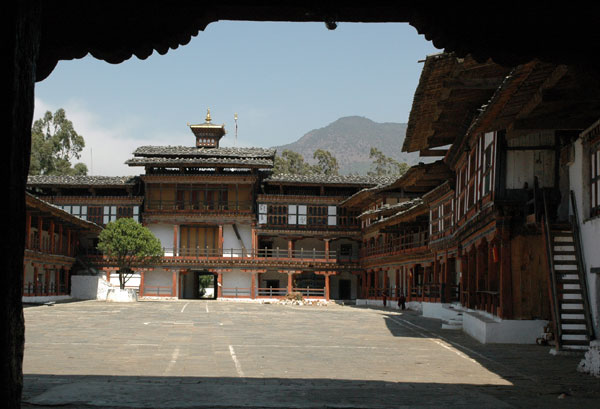
Erster Innenhof
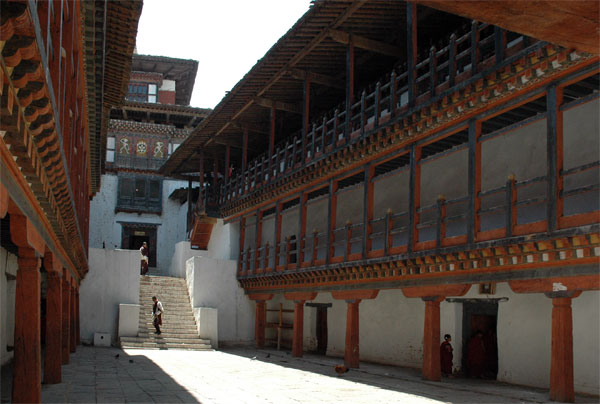
Zweiter Innenhof
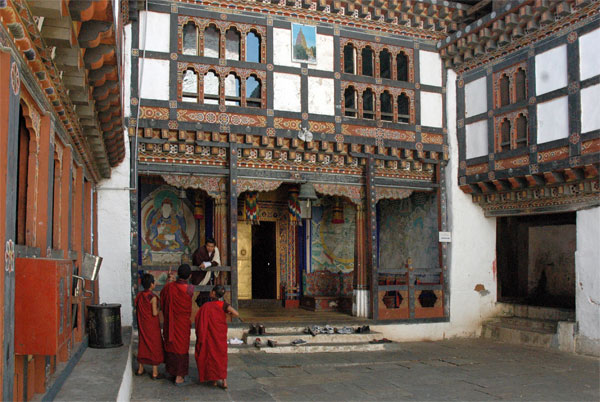
Eingang zum Tempel
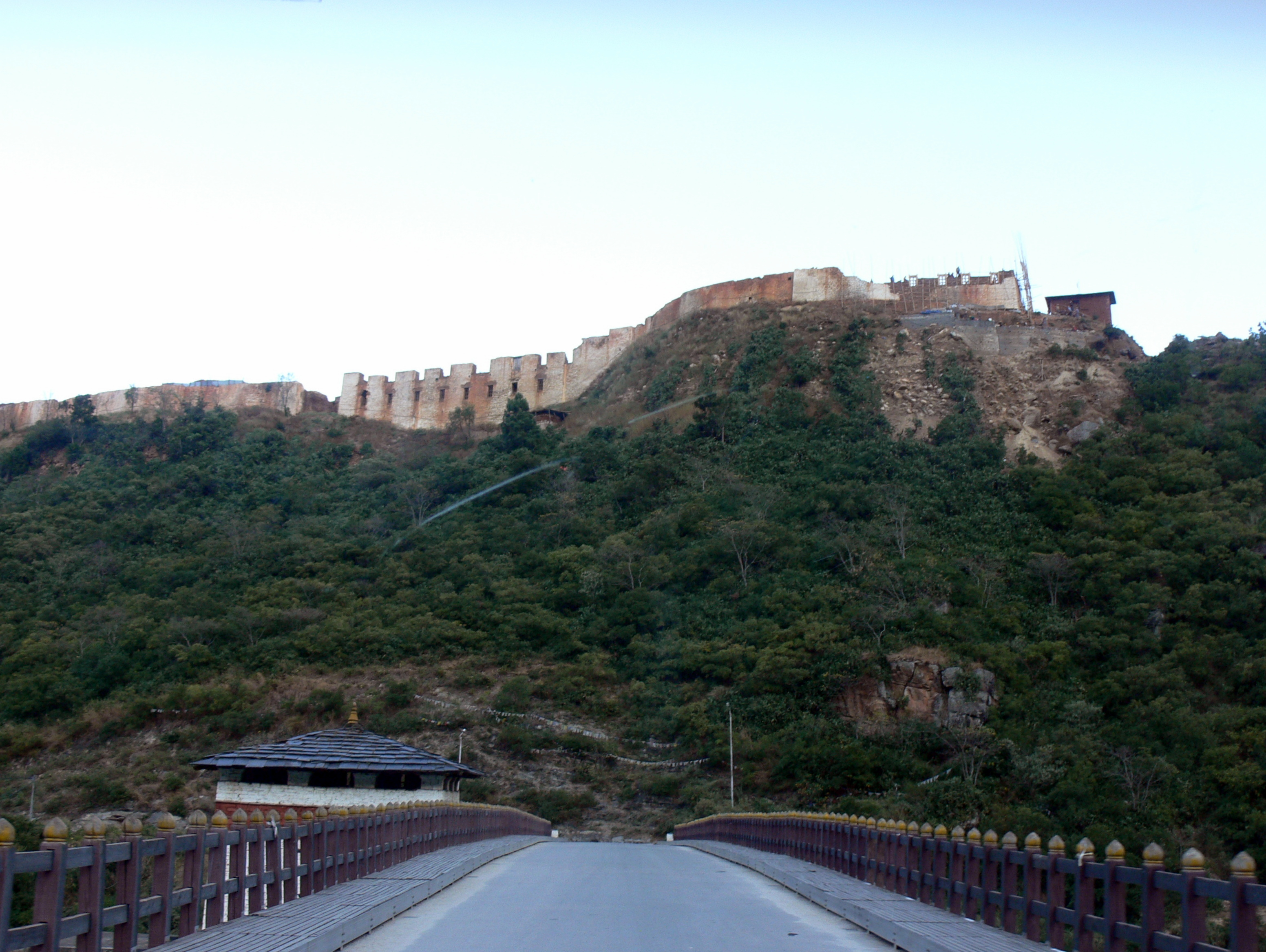
Brandruine, 2014